# Kekkonshiki no uta/Are you ready to ROCK?
Kekkonshiki no uta/Are you ready to ROCK? (結婚式の唄/Are you ready to ROCK??) è il decimo singolo del cantante visual kei giapponese MIYAVI. È stato pubblicato il 12 ottobre 2005 dall'etichetta indie PS COMPANY.
Si tratta di una doppia a-side stampata in tre versioni, tutte in confezione jewel case: due special edition con DVD extra ed una normal edition, tutte con copertine e tracklist diverse (in particolare cambia il terzo brano).
La prima a-side è anche nota con il sottotitolo Kekkonshiki no uta ~Kisetsu hazure no wedding march~ (結婚式の唄~季節はずれのウエディングマーチ~?), ma con questa forma più lunga non è intitolato nessuno specifico brano o versione del brano su questo singolo né su alcun altro CD di MIYAVI.

## Tracce
Tutti i brani sono testo e musica di MIYAVI.

Dopo il titolo è indicata fra parentesi "()" la grafia originale del titolo, eventuali note sono indicate dopo il punto e virgola ";".

### Edizione speciale A
1. Kekkonshiki no uta -with BAND ver.- (結婚式の唄-with BAND ver.-?)
2. Are you ready to ROCK? ~Dokusō~ (Are you ready to ROCK?～独奏～?)
3. Kekkonshiki no uta -Dokusō- (結婚式の唄-独奏-?); bonus track presente solo su questa versione

#### DVD A
1. Kekkonshiki no uta (結婚式の唄?); videoclip

### Edizione speciale B
1. Are you ready to ROCK? ~Dokusō~ (Are you ready to ROCK?～独奏～?)
2. Kekkonshiki no uta -with BAND ver.- (結婚式の唄-with BAND ver.-?)
3. Are you ready to ROCK? -Rhythm Battle Mix- (Are you ready to ROCK?-Rhythm Battle Mix-?); bonus track presente solo su questa versione

#### DVD B
1. Are you ready to ROCK? (Are you ready to ROCK??); videoclip

### Edizione normale
1. Kekkonshiki no uta -with BAND ver.- (結婚式の唄-with BAND ver.-?)
2. Are you ready to ROCK? ~Dokusō~ (Are you ready to ROCK?～独奏～?)
3. Ashita, nōtenki ni naare. ~Dokusō~ (あしタ、脳天気ニなぁレ。～独奏～?); bonus track presente solo su questa versione

## Altre presenze
- Kekkonshiki no uta
  - 02/08/2006 - MYV☆POPS
  - 22/04/2009 - VICTORY ROAD TO THE KING OF NEO VISUAL ROCK
- Are you ready to ROCK? ~Dokusō~
  - 22/04/2009 - VICTORY ROAD TO THE KING OF NEO VISUAL ROCK
- Are you ready to ROCK? -Rhythm Battle Mix-
  - 02/08/2006 - MYV☆POPS

## Formazione
- MIYAVI - voce